# 勝利橋 (葉里溫)
勝利橋（羅馬化：Haght'anaki kamurj），位於亞美尼亞首都葉里溫的一座拱橋。勝利橋竣工於1945年11月25日，名稱系來自於蘇聯在二戰中取得勝利。勝利橋共有7個橋拱。 